# Иннокентий (Петров, Иван Николаевич)
Епископ Иннокентий (в миру Иван Николаевич Петров; 26 декабря 1902 (8 января 1903), Елабуга, Вятская губерния — 23 декабря 1987, Буэнос-Айрес) — епископ Русской православной церкви заграницей, епископ Буэнос-Айресский, Аргентинский и Парагвайский.

## Биография
Иван Петров родился в Елабуге в семье офицера. Учился в реальном училище, но вышел из 7-го класса, поступив в Казанское военное училище.
Вступил добровольцем в Белую армию, сражался в рядах армии адмирала Колчака в Сибири, в чине корнета Казанского драгунского полка. Участвовал во взятии Екатеринбурга в июле 1918 года отрядом полковника С. Н. Войцеховского. Он побывал в доме Ипатьева вскоре после расстрела Николая II и его семьи, откуда взял кусок штукатурки, на котором была кровь Царских страстотерпцев и бережно, до самой смерти, хранил эту святыню, вначале нося её в ладанке на груди, а затем поместил в специально изготовленную из красного дерева шкатулку.
Принял участие в Хабаровском походе. Был трижды ранен, один раз контужен. К началу 1922 года награждён за боевые отличия чином поручика, солдатским Георгиевским крестом и Знаком Отличия военного ордена «За Великий Сибирский поход» за № 4854 1-й степени.
25 октября 1922 года на судах Сибирской флотилии отбыл из Владивостока в Шанхай. Затем переехал в КСХС (будущую Югославию).
В Сербии, по окончании железнодорожных курсов, Петров долгое время служил помощником начальника узловой станции железной дороги, затем работал в Министерстве путей сообщения чиновником.
В годы Второй мировой войны воевал в рядах Русского Охранного Корпуса. Участвовал в Боснийском походе и боях с титовцами у Бусовачи и Травника, в 1945 году — против советских войск 3-го Украинского фронта маршала Толбухина.
По окончании войны Петров жил в лагерях для перемещённых лиц в Германии.
В июне 1948 году переехал в Аргентину, жена и сын остались в Югославии. Работал на текстильной фабрике у фабриканта-серба.
Постоянно посещал богослужения. Был посвящён епископом Афанасием (Мартосом) в иподиаконы, прошёл курс богословских наук под руководством епископа Афанасия (Мартоса), который рукоположил его в иереи в 1957 году. Пять лет служил в кафедральном храме Воскресения Христова в Буэнос-Айресе
25 декабря 1967 года он был назначен настоятелем Свято-Покровского храма в Асунсионе и Свято-Николаевского храма в Энкарнасионе в Парагвае. В 1978 г. о. Петров совершил в Свято-Покровском храме чин отпевания парагвайских офицеров русского происхождения полковника Андреева и майора Корсакова. На отпевании присутствовал президент республики Парагвай генерал Альфредо Стресснер.
В 1969 году о. Петров был возведён в сан протоиерея.
В 1980 году Архиерейским Синодом РПЦЗ награждён за ревностное служение Церкви золотым наперсным крестом с украшениями.
Овдовел. 21 августа 1982 года пострижен в монашество с именем Иннокентий.
29 августа 1983 года в Спасо-Преображенском скиту в Мансонвилле состоялась хиротония архимандрита Иннокентия во епископа Асунсионского, викария Аргентинской епархии. Чин хиротонии совершили архиепископы Афанасий (Мартос), Виталий (Устинов) и Лавр (Шкурла).
После кончины архиепископа Афанасия, последовавшей 3 ноября 1983 года, стал управляющим Аргентинско-Парагвайской епархии, а 13 августа 1985 года получил титул епископа Буэнос-Айресского и Аргентинско-Парагвайского.
Основное время проводил в Асунсьоне (Парагвай).
В последний раз он участвовал в Архиерейском соборе в 1986 году, когда и сообщил, что болен раком. Несмотря на тяжелую болезнь, он продолжал руководить церковной жизнью в своей обширной епархии, до самой кончины.
Скончался 23 декабря 1987 года в Буэнос-Айресе. Погребён на Британском кладбище.